# 2e régiment étranger de cavalerie
Pour les articles homonymes, voir 2e régiment.
Le 2e régiment étranger de cavalerie est une unité de la Légion étrangère constituée au début de la Seconde Guerre mondiale et dissoute à la fin de la guerre d'Algérie.

## Création et différentes dénominations
- 1er juillet 1939 : première création du régiment
- 15 novembre 1940 : dissolution
- 1er juin 1946 : seconde création
- 31 juillet 1962 : seconde dissolution

## Chefs de corps
- 1939 - 1940 : colonel Farine
- 1940 - 1940 : chef d'escadron Billon
- 1946 - 1948 : lieutenant-colonel Lennuyeux
- 1948 - 1952 : lieutenant-colonel de Chazelles
- 1952 - 1953 : lieutenant-colonel Berchet
- 1953 - 1955 : lieutenant-colonel Renucci
- 1955 - 1957 : lieutenant-colonel Legendre
- 1957 - 1960 : lieutenant-colonel Ogier de Baulny
- 1960 - 1961 : lieutenant-colonel de Coatgoureden
- 1961 - 1962 : lieutenant-colonel Baldini[1]

## Historique des garnisons, campagnes et batailles

### Seconde Guerre mondiale

#### 1939
Le 1er juillet 1939 le 2e REC est créé à partir des 3e, 4e et 5e escadrons du 1er REC stationnés au Maroc à Midelt.

#### 1940
Durant la campagne de France en 1940 le régiment reste stationné au Maroc. Il fournit néanmoins une partie de l’encadrement du 97e GRDI (groupe de reconnaissance de la 7e DINA).
Le 15 novembre 1940 le régiment est dissous par la commission d’armistice[réf. souhaitée]. L'étendard est alors confié au 1er REC.

### De 1945 à nos jours
- 1er juin 1946 : seconde naissance du 2e REC. L'encadrement provient du 1er REC. Il comporte alors deux escadrons de reconnaissances et un escadron hors rang. Il remplace à Oujda son aîné et assure la formation des effectifs destinés à l’Indochine[2].
- juin 1949 : constitution d’un 4e escadron (capitaine Calmels) destiné à intervenir à Madagascar[2].
- 1er novembre 1955 : le 2e groupement amphibie du 1er REC, qui rentre d’Indochine, devient le groupe d’escadrons portés (GEP) du 2e REC[2].
- 1er mai 1956 : dissolution du groupe d’escadrons portés, dont seul subsiste le 4e escadron[2].
- Août 1956 : le 2e escadron s'entraîne avec le 1er REP pour préparer l'expédition en Égypte. Durant la crise du canal de Suez, il débarque a Port-Fouad a bord du LST 1425 Rance [3].
- 1956 : le régiment quitte le Maroc et s’implante en Algérie (Ouargla)[2].
- 3 janvier 1960 : l'escadron amphibie de la Légion étrangère devient le 2e escadron porté du 2e REC[2].
- 31 juillet 1962 : seconde dissolution à l’issue de la guerre d'Algérie. Le détachement de Légion étrangère de Mayotte (DLEM) obtient en 1984 la garde de l'étendard du 2e REC, dont il conserve les traditions[2].

## Traditions

### Devise
Pericula ludus, littéralement « les dangers sont un jeu » mais signifiant pour le régiment « au danger mon plaisir ».

### Insigne de béret

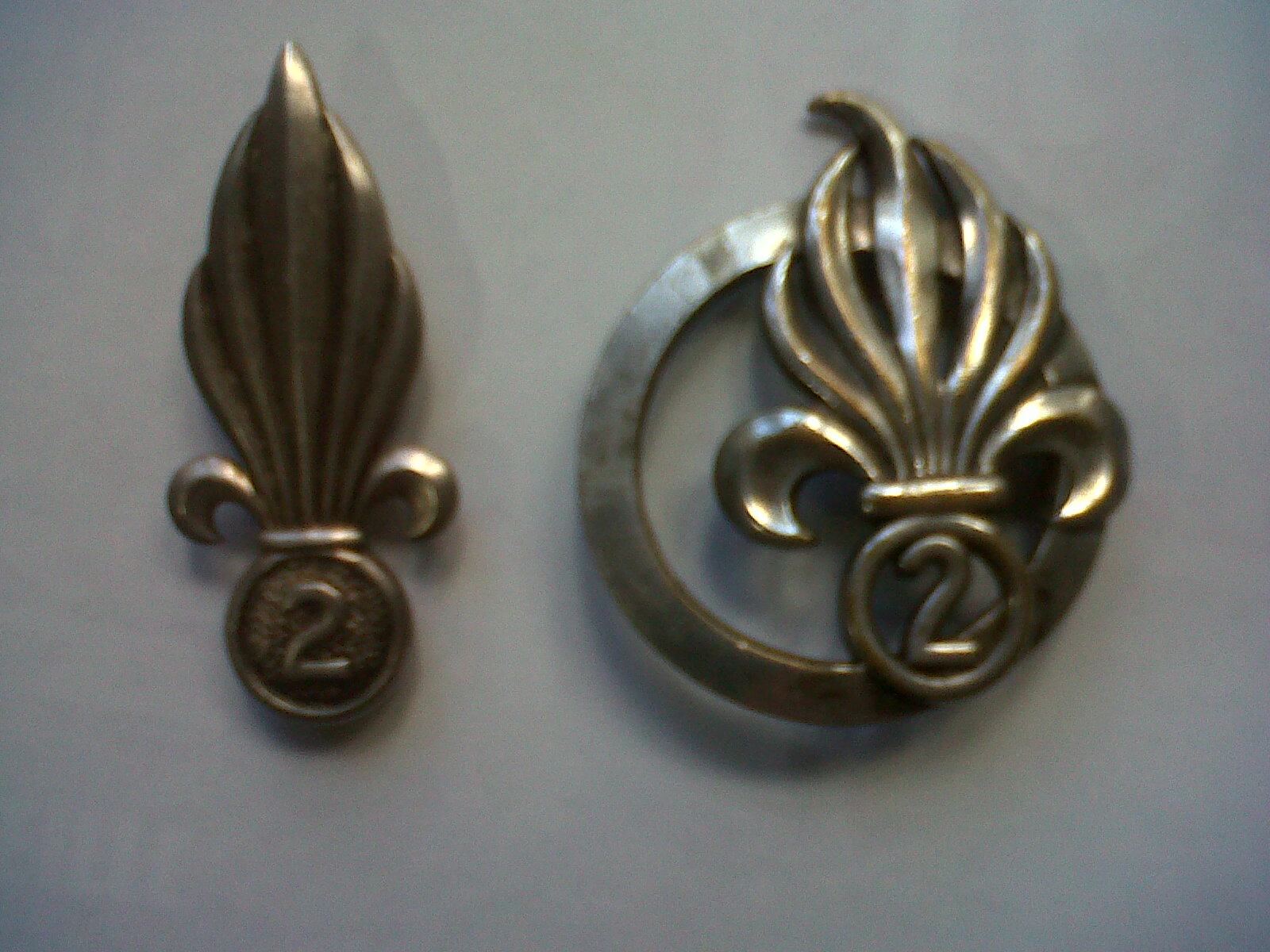

Premier (1939-1940) et second modèle (1943-1962)

### Insigne régimentaire
L’insigne, créé en 1946 et homologué en 1947 sous le numéro 299, a été dessiné par le lieutenant-colonel Lennuyeux, chef de corps du régiment d’après un projet du lieutenant Arfeux. La grenade à sept flammes, la devise « Honneur et fidélité », les couleurs verte et rouge sont des symboles de la Légion étrangère. La couleur bleue dans l'écusson est celle de la cavalerie, le chiffre 2 inscrit dans la grenade est le numéro d'ordre du régiment.
La date 1666, le « dauphin » et la devise Pericula ludus rappellent le régiment Dauphin étranger de cavalerie créé par Louis XIV. La date 1939 correspond à la première création du 2e REC.
D'après Erwan Bergot, ce clin d’œil au Dauphin-Cavalerie serait dû aux jeunes officiers, frais émoulus de Saumur, envoyé en Algérie pour encadrer le régiment.

### Étendard
Il porte, cousues en lettres d'or dans ses plis, les inscriptions suivantes :
- Camerone 1863
- AFN 1952-1962

## Sources et bibliographie
- Jean Brunon et Georges Manue, Le Livre d’or de la Légion étrangère (1831-1955), Charles Lavauzelle et Cie, 1958, 363 p..
- Henri Le Mire, Histoire de la Légion, de Narvik à Kolwesi, Albin Michel, 1978, 336 p. (ISBN 978-2-226-00694-3)